# Campeonato Carioca de Futebol de 1910
O Campeonato Carioca de Futebol de 1910 foi o quinto campeonato de futebol do Rio de Janeiro. A competição foi organizada pela Liga Metropolitana de Sports Athleticos (LMSA). O Botafogo somou mais pontos nos dois turnos e sagrou-se campeão. Com a conquista, o Fluminense passou a Taça Colombo e a Taça Municipal (transitória) ao Botafogo.

## História
Em 1910, quando foi realizado a quinta edição do Campeonato Carioca, o Botafogo quebrou a hegemonia do Fluminense e conquistou o segundo título da sua história, o primeiro sozinho, já que o de 1907 é compartilhado com o Fluminense e só foi reconhecido oficialmente em 1996. Foi o ano de ouro do alvinegro e marca inesquecível de sua trajetória no futebol carioca e brasileiro. Houve profundas alterações no quadro que participara do certame anterior. Abelardo Delamare, Mimi e Lauro Sodré tornaram-se titulares absolutos do primeiro time, juntando-se Abelardo ao seu irmão Rolando e Mimi e Lauro ao mano Emanuel. De São Paulo vieram Décio Vicari, centroavante que pertencia ao S.C. Germania, e Carlos Lefreve, que era da A.A. das Palmeiras. Com essas modificações, o Botafogo tornou-se o time mais forte do Rio de Janeiro provando sua superioridade no campeonato.
Nas 10 partidas disputadas o time botafoguense conseguiu os seguintes resultados: America (1 a 4 e 3 a 1); Fluminense (3 a 1 e 6 a 1); Haddock Lobo (7 a 0 e 11 a 0); Riachuelo (9 a 1 e 15 a 1) e Rio Cricket (6 a 0 e 5 a 0). Portanto, marcou 66 gols, sofreu 9, tendo um saldo de 57, e média de 6,6 gols por jogo.
Nesta temporada o Botafogo ganhou o apelido de O Glorioso, porque após cada vitória, e foram 9, o clube recebia mensagens de congratulações, quase todas começavam com a expressão "Ao Glorioso Botafogo FC".

### Fórmula de disputa
Campeonato disputado por seis clubes em turno e returno, jogando todos contra todos. O clube que somar mais pontos é o campeão. A vitória vale dois pontos, e o empate um. O primeiro critério de desempate é o menor número de derrotas.

### Clubes participantes
- America Football Club (Rio de Janeiro), do bairro da Tijuca, Rio de Janeiro
- Botafogo Football Club, do bairro de Botafogo, Rio de Janeiro
- Fluminense Football Club, do bairro das Laranjeiras, Rio de Janeiro
- Haddock Lobo Football Club, do bairro da Tijuca, Rio de Janeiro
- Riachuelo Football Club, do bairro do Riachuelo, Rio de Janeiro
- Rio Cricket and Athletic Association, do bairro de Praia Grande, Niterói

### Classificação final
| Classificação | Classificação | Classificação | Classificação | Classificação | Classificação | Classificação | Classificação | Classificação | Classificação |
| Pos           | Time          | PG            | J             | V             | E             | D             | GP            | GS            | SG            |
| ------------- | ------------- | ------------- | ------------- | ------------- | ------------- | ------------- | ------------- | ------------- | ------------- |
| 1             | Botafogo      | 18            | 10            | 9             | 0             | 1             | 66            | 9             | +57           |
| 2             | Fluminense    | 15            | 10            | 7             | 1             | 2             | 28            | 16            | +12           |
| 3             | America       | 14            | 10            | 7             | 0             | 3             | 31            | 18            | +13           |
| 4             | Riachuelo     | 6             | 10            | 3             | 0             | 7             | 16            | 37            | -21           |
| 5             | Rio Cricket   | 5             | 10            | 2             | 1             | 7             | 4             | 26            | -22           |
| 6             | Haddock Lobo  | 2             | 10            | 1             | 0             | 9             | 11            | 50            | -39           |

### Partidas
Essas foram as partidas realizadas:

#### Final
| 25 de setembro | Botafogo                                                             | 6 – 1 | Fluminense           | Rua Voluntários da Pátria, Rio de Janeiro |
|                | Abelardo de Lamare ?', ?', ?' · Décio Viccari ?', ?' · Mimi Sodré ?' |       | Lulú Rocha ?' (g.c.) | Árbitro: RJ A. W. Hassell                 |

Equipes
| - Botafogo - Coggin - Edgard Pullen - Dinorah - Rolando de Lamare - Lulú Rocha - Lefévre - Emmanuel Sodré - Abelardo de Lamare - Décio Viccari - Mimi Sodré - Lauro Sodré | - Fluminense - Waterman - Ernesto Paranhos - Félix Frias - Nery - Gallo - Mutzenbecher - Millar - Oswaldo Gomes - Edwin Cox - Gilbert Hime - Alberto Borgerth |

### Premiação
| Campeonato Carioca de 1910   |
| Rio de Janeiro               |
| ---------------------------- |
| BOTAFOGO Campeão (2º título) |

## Segunda divisão
Não foi disputada nesse ano.